# 西遊記の登場人物
西遊記の登場人物（さいゆうきのとうじょうじんぶつ、英: List of Monkey characters）は、1978年から1980年にかけて日本テレビで放送されたドラマ『西遊記』『西遊記II』に登場する主な架空の人物の一覧と詳細である。原作となる古典小説「西遊記」とは、基本的な部分の設定や展開ではそれほど大きく離れていないが、細部には異なるところが多い。この記事では、ドラマ独自の設定に注意して記している。劇中の漢字不明の人名・物名はカナ表記のみとした。劇中で表明しない役名でも台本でわかるものは表記してある。

## 主要登場人物
ドラマのオープニングにおける主要キャストを登場順で掲載。右のボックスはキャラの特徴をまとめたもの。

### 孫悟空
孫悟空（）- 堺正章
この世に人間が現れる遙か前に東海神州の花果山（）の不思議な石から生まれた石猿。その名を孫悟空という。三蔵の一番弟子。
猿類の王として権勢をほしいままにし、水簾洞を根城に美猴王（）を名乗っていた。仙術道術を修めて神通力を得てあらゆる変化（）の術を心得る。竜宮で如意棒を手に入れると、諸国の王侯たちから「斉天大聖」という大変な称号を与えられ、地上での最高の地位を認められた。さらに天上界に招待されたので有頂天になる。
天上界ではまず御馬屋の長官に任じられ、何も知らずに初めは大喜びするが、その役目を知って激怒。大暴れした後、太白に取りなされて蟠桃園の管理を任されるが、さっそく長寿の桃を食べ荒らし、蟠桃小会（）に勝手に出向いて西王母に叱られ、愚弄されたと大激怒。再び天上界で大暴れし、天帝にその地位を譲るように宣戦布告して、天上界と地上界との全面戦争を引き起こした。悟空の大活躍で有利な形勢だったようだが、天帝の懇願で天竺の釈迦如来が介入し、賭に負けた悟空は捕まって、五行山に五百年の間、封印されることになった。その後、観世音菩薩に救済を予告されるが、解放はされなかったので、暴言を吐き続け、ほとんど反省した様子はなかった。
三蔵によって封印を解かれてからは、菩薩との約束通りに三蔵の弟子となって取経の旅のお供となるが、旅を始めてまもなく人間である山賊を皆殺しにしたため、三蔵に叱られ、反発して 觔斗雲（）で逃走を図った。しかし呪文を唱えると頭を強烈に締め付ける緊箍という輪っかを頭にはめられ、真面目に供をする。それ以降は破門の危機を乗り越えつつ、三蔵の身を守るために神通力を駆使し数々の敵妖怪を打ち破っていく。

パート1の最終話で釈迦如来に旅の責務を解かれたが、三蔵のピンチに自らの意志で戻った。しかしパート2の第1話でも同様に釈迦如来に直訴して解放される。ところが、花果山に帰ってもワッカがないと、とたんに無気力となり、改心して緊箍児（）を再びもらって自主的に三蔵のもとに戻ることにした。

パート1の第7話で沙悟浄を自分より300歳年下だと言っていた為、第7話の時点で年齢は852歳。パート2の第8話から第14話まで髭を生やしている。

ざっくばらんで、気の良いサルだが、出家しているとは思えないほど奔放で、よく暴言を吐き、粗暴さも目立つ。村人や他の弟子にもすぐ暴力を振るうために三蔵に怒られることが多い。しかし旅を続けて行く内に他の弟子たちの兄貴分として懐の大きく優しい性格へと変わっていき、慈悲の心を学んだ。仁義に厚く師や仲間のためには命も捨てる。また生来の楽天家で、真面目過ぎて落ちこみやすい三蔵を励ますような明るさとユーモアもあり、八戒とともに一行のムードメーカーであるが、冒頭シーンでは怒ることが多い。

### 三蔵法師
三蔵法師（）- 夏目雅子
千山万水を踏み越え、艱難辛苦を堪え忍んで、遠く天竺に三蔵真経を取りに向かう唐の若き僧。女優の夏目雅子が、男役を演じている。法名は玄奘（げんじょう）。姓は陳、幼な名を江流（）という。三蔵は太宗から戴いた尊号。
大唐帝国の宰相 殷開山の娘を母とし、江州長官を父として生まれるが、劉洪という盗賊に父を殺され、母を奪われた。生まれてすぐに川に流され、法明和尚に救われる。孤児として金山寺で育てられ、出家して18歳で諸国勧進の旅に出た。旅の序盤で母と再会、母の伝により祖父、開山と邂逅する。開山の縁で太宗に謁見し、父母の仇を果たすが、その憎っくき劉洪に対してですら処刑中止を懇願するほど、情け深い性格で、 観世音菩薩に見込まれた。小乗経法ではなく大乗仏法・三蔵真経のみが人々を救うと教えられ、天竺への取経の旅に出る決意をする。菩薩からは袈裟、錫杖、緊箍（）を授けられ、太宗に出国の許可を願い出た折りに高僧に召され、これからは玄奘三蔵と名乗るようにと申しつけられた。
旅の当初は人間の従者が二人いたが、一人は虎に襲われ、もう一人は病に倒れるなどして、途中で一人となった。また最初の愛馬は栗毛。しかし五行山で孫悟空を助けたのをかわきりに、白馬（玉竜）、猪八戒、沙悟浄と次々に妖怪を弟子に加え、彼らの助けで長い道中の困難を切り抜けていく。

第19話で毒を盛られて吸血鬼にされ、意識のないままに欽法国で女性を一人殺した。第20話で雪山で遭難した時には八戒を食べたと思い込み、良心の呵責に苛まれて夢遊病になって半ば八戒が乗り移った気になったことがある。第25話の妖怪帝国の関所を通る前には悟空の力で女性に変化（）し、女好きの八戒につきまとわれた。パート2の最終話で到達した最西端の地点は楊柳鎮（）という名前の村である。

慈悲深く、謙虚。非常に堅物で頑固なため、当初から悟空と衝突することも度々あった。また、妖怪は邪悪なものという偏見を持っていたために妖怪である弟子たちから反感を買うこともあった。しかし弟子たちの優しさに触れて、妖怪達にも様々な悩みがあることや人間の残忍さを知るにつれて、自分が独り善がりでわがままであったことに気付き、悔い改めるようになっていく。ただし原作よりも頻繁に緊箍経を唱えて悟空の粗野な振る舞いを容赦なく罰する。パート1の当初はややヒステリックだが、その後半やパート2になる頃にはかなり落ち着いて、少しは融通が利くようになり、より明るく、冗談も言うようになった。

### 沙悟浄
沙悟浄（）- 岸部シロー
元は天上界において天帝の御簾を警護する捲簾大将（）という近衛の将だった。勝手に簾に触り天帝の顔を拝もうとした悟空を突き飛ばして凄むが、逆に悟空には「なんだ、すだれの番人か」と愚弄された。悟空が天上界で二度目に暴れた際に、天蓬元帥と二人で悟空に立ち向かうが、天蓬元帥が嫦娥を庇って下がると、形勢不利になって、自らの身を守るため西王母の宝の壺（盃）を盾にして壊してしまう。その罪で地上に落とされ、さらに鋭い槍の追い打ちまでかけられ、水に浮かぶ妖怪「かっぱの河太郎」となったとドラマでは説明される。
流沙河で人間を喰らって生活しており、観音菩薩を乗せた船を操る恵岸に襲いかかるが、相手が菩薩と知ってひれ伏し、天上界での贖罪を懇願した。菩薩は、如来のもとに経を取りに行く者を助ければ、罪は消えて救われると諭し、沙悟浄はその者が通るのを待つことになった。三蔵が現れるまでは、八戒と違って、殊勝に魚を食って暮らしていた。無礼な悟空とは一悶着を起こすが、三蔵に出会うと素直に師事して四番弟子となり、烏巣禅師にもらった赤ひょうたんを法船として皆を渡した。以後、いつも最後尾に陣取り、三蔵の警護や留守番の役割が多い。また悟空が破門されたときに呼びにいくのはほとんど悟浄である。

パート2では天上界に戻って天帝に拝謁して直接許しを請うたが、三蔵に暇をもらってきたと正直に言ったために、一喝され地上に放り捨てられそうになる。しかし今日が誕生日という嫦娥（）の慈悲で取りなされて、特別に許された。天女の悠明（）と婚約して郊外の建て売り住宅に住むことになったが、結婚式当日に赤い番傘で地上界に飛び降りて逃走。結局、三蔵のもとに戻った。

左腕に七つのほくろがある。前世の前世の実父も河童で、その時はショウチンという名前だった。もしずっと生き続けていれば、パート1の第7話の時点で552歳になっていたとのことである。蛇が苦手。子母河（）の水による妊娠&堕胎歴あり。実はもともと滴水娘々（）という河童の許婚がおり、さらに前述の婚約もしたが、別の河童の王女翠玉とも天竺行きの後で結婚するという約束をしている。勅建相国寺（）の壁くぐりに失敗して餓死しそうになったことがあった。歯の数は42本である。パート2の最終話で歌を披露した。

冷静で理屈っぽい性格で、インテリ博識をひけらかすが、「す通りの妖怪」など珍妙な自説も多く、予想が大幅に外れることもしばしば。危ない橋は渡らない主義で、薄情なことをよく言うものの、存外、三蔵や八戒の危機には心配してうろたえる。本当は涙もろい。パート1ではしばしば色情には軽蔑的態度を見せて「女で苦労するのはアホなんや」と言うが、清純な娘には弱く、むしろ簡単に恋に落ちる。実はロマンティスト。パート2ではやや色気を見せ、道中で「まじめで純粋な恋がしたい」と突然言い出すなど、安定よりも自由を大事にし冒険を好むようになった。

### 猪八戒
猪八戒（）- 西田敏行 / 左とん平
元は天の川の水軍を指揮する天上界の将で、天蓬元帥（）といった。元来は水神。天帝の恋人嫦娥（）に横恋慕しており、ドラマでは彼女の従者であるという設定になっている。悟空が天上界で暴れた際には拉致されようとした嫦娥を救い、「サルの一匹や二匹、片目、片手で十分です」と豪語した。悟空が二度目に天上界で暴れた際にも、嫦娥を守るが、天帝を慕う嫦娥の気持ちに嫉妬し、酒を飲んで自制心を失う。そのまま混乱に乗じて嫦娥に抱きついて告白し、思いを遂げようとしたが逃げられた。激怒した天帝によって「追放して、豚となせ」と厳罰に処され、地上に追放されて豚の妖怪になった。
福陵山雲桟洞をねぐらにし、通りかかった観音菩薩と恵岸の一行を、黒い煙球となって突然襲撃した。怪力で恵岸を苦しめるが、相手が火水風の三災をはらい八難を救う菩薩と聞くと武器を捨て、にじり寄って贖罪を懇願する。物を取ったり人を殺したりして暮らしていたが、菩薩はこの者を許しただけでなく、猪悟能（）の法名まで与えた。菩薩の使いが通るのを待っていたが、欲望を抑えることができずに山を下りてしまい、猪剛鬣（）と名乗って、高老荘の金持ちの家の強引に婿入りし、末娘を娶っていた。しかし悟空に退治され、三蔵の三番弟子となる。三蔵は女色や暴食などを戒めよ諭して猪八戒の名を与え、以後はもっぱらその名前で呼ばれる。しかし改心したというのは口だけで、道中も戒を守っているふうではない。

パート2では、何食わぬ顔で偽の三蔵真経（実は中華料理のメニュー）を手にして一人で長安に戻り、三蔵は死んだとウソをついて太宗に仕えようとしたが、後宮長官の職を求めて、宮刑に処されそうになって慌てて遁走し、三蔵のもとに戻った。

バッタが失神するほど苦手である。豚教の神となったことがある。弟子の中では唯一、女犯をおかした。子母河（）の水による妊娠&堕胎歴もあった。また同じく豚の妖怪の妹豚々がいた。天竺の旅が終わったら、分数妖怪と興清を迎えに行くと約束していて、別に玉蓮にも必ず会いに行くと約束をしている。歯の数は下が8本で上が4本しかない。弟子の中で八戒だけが天上界での罪を許されていない。

女好きで大食い、思慮が足らず、享楽的で、旅のいく先々で悶着を起こす。誘惑に乗って仲間を裏切ることも多く、邪な心が芽生えて堕落すると、外見も豚のように醜くなることがある。機会があれば兄貴分の悟空にとってかわろうとしているので、三蔵に讒言することが多く、正にトラブルメーカー。パート1では態度の豹変が激しいが、そのユーモラスな愛嬌ゆえか憎めないところがあり、悪さをしてもキッスすると悟空だけには簡単に許される。度々、チャンスがあれば婿になろうとするので、入婿願望がある。パート2でも女好きは変わらずだが、性格が穏やかになって滑稽さはより増した。「愛に殉じる」と言うなど欲望よりも優しさを示すシーンが多くなる。

### 白馬・玉竜
玉竜（）-  竜の声：八代駿 / 演：藤村俊二
西海竜王の子供。白竜ともいう。ただの小竜でパート1では名前はなく、話すのも第2話でだけ。原作でも単に白馬。パート2からは人間にも変化できるようになり、玉竜という役名が付いたが、本人は初め「かわいいお馬チャン」と言うのみで、第6話にして初めて名前を名乗る。龍のときは、白龍で目の色は赤。馬の時は白馬で、紫の馬具をつけている。三蔵の二番弟子だが、馬のときは弟子扱いされず、人間に変身しても末弟のような扱いを受けていた。
もともとは御殿で失火して宝物の玉を焼いてしまったことから（父の訴えを受けた天帝から）罰を受けたもので、その刑は死罪であり、（鞭打ち三百回の後）処刑の前に宙づりに鎖でつながれて大泣きしているところを観世音菩薩に救われた。菩薩は念仏で鎖をほどき、深い谷川に身を潜めて取経の旅をする使いの者が通るまでそこで待ち、その乗り物となるように命じた。菩薩は功徳を積むように言い残したが、三蔵が通りかかると、突然その馬を喰らい、悟空にも刃向かうなどあまり改心した様子はない。しかし食べてしまった馬の代わりに自らが白馬に変化（）して三蔵の旅の足となった。

パート2の第1話における落雷から人間に変身するようになる。初登場シーンは一人でけんけんぱをしていた。
設定上、精神年齢は12歳とされている。

人間のときのあだ名は「サラブとんま」ないし「とんま」。虫歯があり、第9話では金に困った三蔵により五百元で馬屋に売り払われ、さらに三千元で肉屋に転売されそうになったことがある。パート1ではいきなり馬を飲み込んだが、それ以降はまぐさしか食べてないようで、パート2では人間のときもしばしばまぐさを口にした。第24話で麗花に食事を振る舞われた際には、人間はこんなに美味しいものを食べているのかと感動する。

穏やかでのんびりとした性格。人間のときは大人の外観だが、龍としてはまだ子供なので、幼児語をつかう。臆病で気弱だが優しく、無い勇気を振り絞って一度のみ専用の武器で応戦するなど、魔物に立ち向かうこともあり、弟子の中で優等生である。しかし三蔵を乗せ、荷を運ぶ以外に戦わないため普段はあまり役には立たない。龍のままでいれば長寿を約束されているのだが、人間になりたいという願望が強い。

### ナレーション
ナレーター - 芥川隆行

番組冒頭のオープニング曲「モンキーマジック」の前に流れる「ザ・バース・オブ・ジ・オデッセイ」をBGMにお決まりのセリフがあり、エピソードのタイトルコール後、そしてエンディングにいつもナレーションが入る。

パート2の第3話で（分数妖怪をもじって）旅の十万八千里の道程の三分の二を過ぎたとナレーションしている。
パート2最終話では「西遊記、これにて打ち切りにございます。」とその後ドラの音が鳴り、締めた。
地上波初回放送時のオリジナルには、当時の次のCM枠を告げるナレーションがたびたびあったが、再放送やDVD化されたときにカットされている。

## その他の登場人物

### 天上界（道教に関わる人物）
天帝 - 井上孝雄
天上界にいて天地（）の全てを司る最高の皇帝。高天上聖玉帝または玉皇大帝、もしくは単に玉帝とも言う。雲居は霊霄宝殿（）にある。元来は道教の最高神で、天上界の絶対者で天上・地上・地底に住むあらゆるものの支配者でもあるが、このドラマでは、神としての力はほとんど感じさせず、天上界のみを支配している。君主らしく上品で気品があるが、いささか他人に厳しく、苛烈な刑罰を下す。身を守ろうとしただけの捲簾大将を、「本来ならそなたの身を盾にて守るべき母上の宝」を武器としたとして非難し、下界への追放を命じ、槍を放った。同様に不埒な行いをしたとして天蓬元帥も下界に豚として追放する。地上界で暴れ回って増長する悟空を懲らしめようと様々な手を使うが、ことごとく失敗し、自分の手に余ると頭を抱える。西王母の勧めで悟空の処罰を釈迦如来に頼んだ。
パート2でも尊大さは変わらず、悟浄を下界に放り投げさせようとした。
嫦娥（） - 新藤恵美/パート1第1話他
元来は中国神話に登場する人物で、月の女神、后羿の妻のことであるが、このドラマでは、天帝の恋人で、「七夕で有名な織姫のことである」と、独自の設定が説明される。天の川のほとりの離宮に住んでいる。悟空が天上界で暴れた際には、一度目は「いい女だな」と悟空に見初められて拉致されようとし、二度目も天帝の女と知った悟空に手土産に連れ去られようとするところを、ともに従者の天蓬元帥によって救われる。しかしその直後に酒に酔った天蓬元帥にも抱きつかれ、逃げて淫らな行いをされそうになったとやや大げさに天帝に通報した。
パート2では慈悲に満ちた落ち着いた女神となり、悟浄の恩赦に助言した。天上界の一日は地上界の一年にあたるため、悟空が五行山に封じられてから天上界では二年ほどしか経っていない。
太白長庚星（）- 岡田英次/パート1第1話
宵の明星を長庚または太白（）といい、金星のこと。天帝の軍師で、悟空をどうすればいいか、いろいろと献策する。悟空を仙人として天上界へ招くよう進言し、自ら使者として地上界へ出向いた。天上界で悟空が暴れると、「天帝の慈悲は一度で終わるものではない」と一度は許して、悟空の自称・斉天大聖を官職とし、蟠桃園（）の管理をさせるように再び進言するが、裏目に出た。
西王母 - 丹阿弥谷津子/パート1第1話
中国で古くから信仰される女仙、女神。「母」という文字が付くが、元来は、母という意味ではなく女性の敬称であるのだが、このドラマでは天帝の母親であると設定されている。蟠桃小会（）を祝おうとするが、悟空によって熟れた桃を食べ尽くされていた。悟空が招かれていない会に乱入したため一喝し、さらに図々しく迫る悟空に「誰か、気味の悪いサルを追い払いなさい」と悲鳴を上げて、悟空大激怒の発端をつくった。宝の壺を割られて嗚咽し、散々だった。悟空退治を、交友のある釈迦如来におすがりするように、天帝に勧めた。
千里眼 - 鮎川浩/パート1第1話
その場にいながら千里先をも見通せる超能力を持つ。道教の鬼もしくは下級の随神で、順風耳とコンビ。このドラマでは天帝の目となって働く。千里眼と順風耳は、原作でも悟空・天帝の次ぎに登場するキャラクターである。
順風耳（）- 三角八郎/パート1第1話
遠くの音を聞き分けることのできる超能力を持つ。道教の鬼もしくは下級の随神で、千里眼とコンビ。このドラマでは天帝の耳となって働く。地上界で暴れる石猿が、姓を孫、名を悟空ということを知らせる。
東海竜王 - 松村達雄/パート1第1話
道教において四海を治めるとされる四海竜王の一人。竜宮に住んでいる。悟空に恐喝されて、帰ってもらうために、嫌々ながら宝物であった如意金箍棒を渡した。天帝に仕える身であり、ドラマにはないが原作では悟空の乱暴を天帝に訴えた。
東海竜王の部下・鮊大尉（）- 幸田宗丸/パート1第1話
鬼瓦のような怖い顔をしているが、緑のおかっぱのカツラを付けるという出で立ちをしている。
乙姫 - カルーセル麻紀/パート1第1話
竜宮城の箱入り娘。たまに男言葉がでる。悟空にチンチン鉄ならぬ神珍鉄（）を見せるように進言した。東海竜王の娘が乙姫という名前であるのは、このドラマ独自の設定だが、原作にも娘と夫人が登場して同様の役回りをする。
五行山の土地神 - 梅津栄/パート1第2話
釈迦如来の指示で、悟空を五百年間も監視し、三年に一回、半ば強引に鉄の球を食わせ、銅の煮汁を飲ませている。土地神は道教の神で、地方地方にそれぞれいる。
東海竜王の部下・竜騎（）-  外山高士/パート1第5話
相生相剋の利を用いて、雨雲を呼んで水をかけたが、聖嬰大王の三昧火は妖火のため消えなかった。この火を消せるのは観世音菩薩の甘霖（仙）水だけと告げる。緑のおかっぱのカツラという同じ格好だが、別人。
太上老君（）- 谷啓/パート1第10話
道教の始祖。ドラマではチンチクリン（竹林）という場所に住んで独碁（ひとりご）を打っていた。悟空が烏鶏国の国王を蘇らせるために九転還魂丹（）を求めにやってくる。来訪した悟空に一局を求めるも、碁の相手をしている間に、悟空は鼻くそをまるめてこれとすり替えて持ち去った。碁の腕はお世辞にも上手いとはいえず、悟空には「ヘボ碁」、「老君さまの腕では300年経ってもオイラには勝てない」と豪語されていた。吝嗇(ケチ)で有名らしい。
碧湖精（）- 大山いづみ/パート1第14話
湖の精霊だったが、一千年も前に鯰震魔王（）に飲み込まれ、湖も乗っ取られた。以来、大なまずの腹の中で結構楽しく暮らしていたのだが、八戒が苦手で、迷路に誘い込んで2日間も閉じこめていた。魔王が退治されたことで湖の精に戻れた。
欣喜仙人（）- うえだ峻/パート1第16話
独角大王の親友。結婚式によばれて二千年ぶりに会いに来た異様に明るい仙人だが、悟空に頭突きされて、すり替わられた。
悠明（） - 児島美ゆき/パート2第1話
天上界の天女。天上界に戻ったカッパの沙悟浄と婚約してマイホームの購入を計画していたが、結婚式当日に花婿に逃げられ、それを聞いてショックの余り失神した。
顕聖二郎真君 - 藤巻潤/パート2第5話
天帝の甥で天人と人間のハーフ。五百年前、大日如来の命令で太陽の鏡を取り戻すべく混世魔王を征伐に紅風洞に来たが、女の色香に迷い、囚われの身となった。原作では孫悟空が天上界で暴れた時に術競べに勝って捕まえた人物だが、このドラマではパート1でそのくだりはないものの、パート2ではあったていで話は進む。縛妖索（）という弓矢を持っている。
天人の老婆 - 曽我町子/パート2第12話
昔は天の羽衣（の天女？）といわれた評判の美人だったという天上界から来た老婆。天上の図書館の番人で、二年前に盗まれた妖術の本・古術彩鸞（）全八巻を探して下界に降りてきた。天帝のお墨付きという木札を持つ。役名は老婆とのみ。

### 仏界（仏教の神、その使い）
釈迦如来 - 高峰三枝子
西国は天竺、霊山大雷音寺におわす、仏教の開祖にして本尊。全知全能。このドラマでは、初登場で自ら「あたくしは、西方極楽世界の釈迦牟尼仏尊者。南無阿弥陀仏です」とやや不思議な自己紹介をするが、これは全く原作の通りの文言。
天上界を荒らし、天帝に刃向かう悟空を、頼みを受けて退治する。「サルの身でありながら、天帝になりたいなど」となぜ慮外な考えをもつのだと悟空を咎め、悟空が抗弁すると、では賭をしましょうと持ちかける。釈迦の手のひらから出られれば悟空の勝ちで、勝てば天帝にその地位を譲らせると言うが、觔斗雲で世界の果てに向かった悟空が見つけた五本の柱は、釈迦の指であった。賭に負けた悟空を手で捕まえ、地に落とし、大量の岩の下敷きにして山とし、御札で封印した。
地上で猿に変わって人間が悪逆非道を繰り返しているのを憂い、人の世の乱れを嘆いている。千山万水を踏み越え、艱難辛苦を堪え忍んで、三蔵真経を手にする人間が現れれば、人々は救われると信じ、観音菩薩に人選を委ねる。
鬼子母を退治する場面では、これを諭すために三蔵に剣を与えて鬼子母の末娘・愛奴を殺すように命じた。三蔵が拒否すると、悟空を操って殺させた。
温嬌が病で亡くなると、幽鬼として三蔵のもとに送って、三蔵の弱き心を励ました。
観世音菩薩（）- 勝呂誉/パート1第2話、第5話、第15話
観音菩薩または観自在菩薩。中性的、女性的なイメージが強い菩薩であるが、本作中では穏やかな中年男性の姿。釈迦の意を受け、西方取経の旅をつとめて善知識となりうる僧を捜しに 恵岸を連れて地上を旅した。度を超えて寛容で、救いを求めるすべてのものを許す。父を殺し、母を犯した盗賊の骸の前で経を読む玄奘の姿にひとかどでない人品を見て、彼に白羽の矢を立てた。また妖怪である悟空、悟能、悟浄、玉竜に、玄奘三蔵の供をするよう命じた。原作では頻繁に登場して三蔵一行を助ける。
恵岸（）- 東野英心/パート1第2話
托塔天王の第二太子（次男のこと）で俗名を木叉（）、出家して恵岸。観世音菩薩の高弟たる行者で、鉄棒を武器に持ち、沙悟浄、猪悟能と互角に戦う。暴言を吐いた悟空の頭を鉄棒で打ち据えるが、悟空の石頭にははじき返された。
烏巣禅師（）- ハナ肇/パート1第3話
禅師というが、仏教と道教の混合のキャラクターで、道術を用いて道士の姿をしている。観世音菩薩に三蔵の出立を見届ける役目を与えられたといい、ドラマでは三蔵に般若心経を授けるが、これは一巻のみで、三蔵が取経を目指している三蔵真経は35部から選抜された計5048巻。三蔵にさらに豚の化け物と水の化け物が弟子に加わると予告。弟子になった八戒には土蜘蛛を差し向けてその決心を試して戒め、悟浄には赤ひょうたん（葫蘆）を与えて、船とさせた。
土蜘蛛の化身 - 沢井桂子/パート1第3話
烏巣禅師が差し向けた罠。真真、愛愛、憐憐の若い三人娘がおり、これらの誰かと八戒を結婚させるべく、目隠しをして運任せで相手を選ぶという（撞)天婚という方法をつかった。
聖嬰大王（） - 大門正明/パート1第5話
牛魔王と羅刹女の子で、幼な名を紅孩児（）という。枯松澗（）火雲洞を根城に、60名の山神や土地神をいじめて一帯を支配していた。一陣の風となって三蔵を拉致し、香草を食べさせ、セイロ蒸しにして喰らおうとしていた。子供扱いされると激怒する。妖火・三昧火を操って悟空らを苦しめたが、土地神の罠に敗れる。原作では改心して観世音菩薩の弟子となり、善財童子となったとされるが、ドラマにそのくだりはない。
千手観音 - 村松英子/パート2第14話
悟空に呼ばれ、昔の弟子である訶梨帝母般闍（）の罪状をしらべて引導を渡そうとしたが、嬪郎（）夫婦に試練を与えることを条件に、助命嘆願を聞き入れた。美しく、落ち着いた菩薩だが、やや冷淡。
屏風の弁天さま - 研ナオコ/パート2第20話
屏風のなかに長く閉じこめられて退屈したと抜けだし、勝手に三蔵の役目を取って代わった「抜け弁天」。本物の神様ではなく、弁天の影で紙の精である。天竺の言葉が話せるほか、自称・天下一の美女。
サラスヴァティー - 研ナオコ/パート2第20話
インダスの歌神。またの名を弁天。奔放に振る舞う屏風の弁天さまを人心を惑わしたと厳しく叱り、戻るように命じた。また虚像の弁天は紙を離れては長くは生きられないことも告げる。陽気で軽薄な屏風の弁天さまとは違い、堅く真面目。

### 地上界（人間と猿）
太宗皇帝 - 中村敦夫
中国史上最高の名君といわれた誉れ高き大唐帝国の皇帝。史実通り、威厳があり、勇猛でたくましい人物。物語ではただの中国の皇帝ではなく、地上界（もしくは人間界）の支配者という位置づけであり、天上界や仏界のそれと並び称されている。玄奘と殷開山の訴えを聞いて、御林軍６万を江州に派遣して、玄奘の両親の敵である盗賊を討ち取らせ、劉洪ら首領を長安に連行し、玄奘の助命嘆願を拒否して、見せしめとして磔獄門の刑とした。しかし玄奘の慈悲の心にうたれ、その献身ぶりに感激して、望み通りに西方取経の旅に快く送り出した。「三蔵」の名は彼が与えたもの。
パート2では八戒の詐称に激怒して目玉をくり抜かせようとするが、殷開山の献言で別の玉のほうにした。
悟空の手下 - 西田良/パート1第1話
水蓮洞の猿。悟空に東海竜王が珍しい武器を持っていると教える。悟空の手下には幹部の三匹の猿がいるが、それには含まれない。
法明和尚（） - 高松政雄/パート1第2話
金山寺の長老で、川に流された赤子を見つけて育てた。玄奘の師匠。ドラマでは訳ありげに旅立つシーンで見送るのみだが、玄奘の出生を隠していて、無理にせがまれて血書と肌じゅばんを渡してその生い立ちを教え、托鉢僧となって母を捜すように勧めたという背景がある。
殷温嬌（）- 谷口香/パート1第2話、パート2第26話
玄奘の母。またの名を満堂嬌。盗賊の劉洪に夫を殺され、無理矢理、その妾とされている。彼女は身重であったので、これに抵抗できなかった。生まれた赤子を救うために川に流し、18年後に再会する。玄奘に耳飾を託して、長安の都の祖父を訪ねるように言付けた。
道中で不吉な出来ごとが続き、母の死ぬ夢を見て胸騒ぎをおぼえた三蔵は、悟空を長安に送る。しかし夢は正夢で、温嬌は病に侵されてほどなく亡くなった。しかし釈迦如来の慈悲により、三蔵を励ますために幽鬼となってこの世に再び現れる。
殷開山 - 平田昭彦/パート1第2話
唐の宰相。開山は字で、姓名は殷嶠（）という。温嬌の父、玄奘の祖父。実在のモデルがいるが、玄奘らとの関係は原作のフィクション。太宗の命をうけて軍を率いて江州に赴き、自ら軍を指揮して劉洪らを捕らえ、長安に連行した。
パート2では、八戒の持ってきた偽経文を見抜き、その三蔵が死んだというウソに激怒して八戒を宮刑にするように進言した。後に悟空によって三蔵の無事を伝えられるが、娘の温嬌は都を襲う悪疫に罹って病死し、その亡骸を弔った。三蔵が三蔵真経を持ちかえることを心待ちにしている。
劉洪 - 長谷川弘パート1第1話〜2話
江州の盗賊。女を殴るような乱暴者。玄奘の父を殺し、母を奪った。
観音禅院の老院主 - 殿山泰司/パート1第2話
三蔵の豪華な袈裟を見てしまったばかりに欲に目がくらみ、我が物にしようと、お堂に三蔵と悟空を閉じこめて焼き殺そうとした。黒風大王に襲われて袈裟を奪われる。ドラマでは生死不明。原作では事件のあとに頭を壁にぶつけて自殺した。
凌虚子 - 草間光行/パート1第2話
黒風大王に仙薬を届けにきたが、仙薬を悟空に食べられ、すり替えを強要された。
高太公 - 増田順司/パート1第3話
烏斯蔵国（）の高老荘に住む旦那。息子がおらず、三人の娘（香蘭、玉蘭、翠蘭）のうち上の二人は嫁に出し、末娘には婿養子をとって老後を頼りにしようと思っていたら、よりによってその婿が化け物だった。話を聞くと、婿への最大の不満は「どうしようもない大飯喰らい」であるところらしい。猪剛鬣は、初めは真面目に働いていたが、次第に本性を出して怠け、乱暴を働いたり女どもをからかうようになったという。確かに迷惑だが、これらは退治されるほどの悪事とはいえまい。唯一、翠蘭をお堂に監禁していたのだけが犯罪か。
高家の家人・高才 - 灰地順/パート1第3話
娘婿となった妖怪を追っ払ってくれる人を探していて、よそ者には用はないと悟空を「シッシ」と犬のように追っ払おうとして殺されそうになる。
翠蘭（）- 津山登志子/パート1第3話
高太公の末娘。猪剛鬣（）の後妻。お堂に監禁されていた。猪八戒は出立するが、原作ではもしお経を取り損なったら戻ってきてまた婿として暮らすとうそぶいていた。
村人 - 田中幸四郎/パート1第4話
平頂山蓮華洞から逃亡し、三蔵一行に救助された。金角・銀角の悪行を一行に告げる。
新童子（） - 浅田善行/パート1第4話
蓮華洞に住む召使いの少年。金のひょうたんの実験台にされる。
其美（）- 服部妙子/パート1第5話
聖嬰大王の女房で人間。優しい性格で、谷底に落ちた悟空を助ける。沙悟浄に一目惚れされるが、眼中にはなかった。聖嬰大王に三蔵を一緒に食おうと誘われるが固辞し、必死に諭す。聖嬰大王が土地神に捕まったときには助命嘆願した。
百花羞（）- 斉藤恵子/パート1第6話
宝象国の三番目の姫。黄袍怪にさらわれて強引に妻にされた。修徳（）という息子がいる。
宝象国王・大徳 - 土屋嘉男/パート1第6話
宝象の国王で百花羞の父。娘の頼りをうけて救援の有志を募るが、群臣にひれ伏されて拒否された。
翰林院学士 - 小寺大介/パート1第6話
涙で読めぬという国王より命じられて姫からの書状を代読する。
陳家荘の村名主・陳清 - 森塚敏/パート1第7話
陳清の妻 - 赤座美代子/パート1第7話
村で一人ずつ日照り妖怪に生贄に男の子を出していたが、この夫婦は自分の息子・丁玉（）を女装させて娘と偽り隠していた。
麗燕（）- 池波志乃/パート1第8話
未亡人。夫の一周忌で山賊に掠われたところを悟空に助けられ、亡夫に面影に重なる三蔵に一目惚れした。強引に引き留め、喪も明けたばかりにもかかわらず猛烈に三蔵にアタックするが、にべもなくふられる。しかし八戒につきまとわれることになった。
李天英 - 御木本伸介/パート1第9話
貧婆国（）の鎮守府の代官。狡猾で高圧的な役人。知らずに妖怪を後妻としてしまい、生まれた半妖怪の娘を疎んじていたが、息子に諫められ、娘の真心を知って改心する。
英舜（）- 池田秀一/パート1第9話
李天英の息子。異母妹の英貞を庇う優しい兄で、父には忠孝を尽くそうとする殊勝な若者。子供の頃、義理の母となった地湧夫人に食われそうになったところを父に救われた。
李家鎮（）の酒亭の女 - 藤江リカ/パート1第10話
準備稿にある役名は「女一」。（カットシーンだが、街角で客引きをする場面で三蔵に一目惚れし）八戒に一目だけでも三蔵に会いたいと懇願する。その願いをかなえるために、八戒にはかなり破廉恥な約束をした。
烏鶏国の国王 - 大塚国夫/パート1第10話
義兄弟となった道士に三年前に殺されたが、三蔵の夢枕にたってその窮状を訴え、国を救ってくれるようにと、碧玉の圭（）を託した。八戒によって冥府より連れ戻され、金丹を与えられて蘇った。
烏鶏国の妃・嬪妃（）- 福田公子//パート1第10話
後宮にいる皇后。夫がすり替わったことに気付かず、太子とは隠れて会っていた。道士に術をかけられて刃向い、誤って阿斗に斬られて死亡。しかし知らぬこととはいえ不義密通をしてしまったことを悔やみ、その死を受け入れた。
烏鶏国の太子・阿斗 - 佐藤仁哉/パート1第10話
立派な風貌をしているが、父のすり替わりを知らず、悟空には出会った初っ端に「なるほどアホ面してやんな」とキツイ一言。忠孝を尽くすタイプの人物。
眠々 - 泉じゅん/パート1第11話
唯晩怪の支配する夜の村に住む女性。コウモリの魔術で眠らされているところを悟空がみて（三蔵法師に似ている？という理由で）一目惚れ。ゴクウという名の猿を飼っていたことがあって、猿好き。彼女のことが好きになった悟空は術が利かなくなった。隣村にドウドウという名の恋人がいる。
ドウドウ - 猪浦宏昌/パート1第11話
唯昼怪の支配する昼の村に住む青年。恋人である眠々に会いたくて三蔵の手引きと悟浄の助けで逃げ出したが、唯晩怪に捕まった。
老奇（）- 木田三千雄/パート1第12話
車遅国（）の紙職人。三年前から穀物の種を蒔くのを辞めた国から孫と共に脱出。餓死寸前のところを黄瑞香（）の苗を守ってきたが、助け出された息子の帰りを喜んでいるところを射抜かれて死亡。
桃麗（）- 嶋めぐみ/パート1第12話
老奇の孫娘。祖父が倒れ、父が捕まって処刑されると涙を流して悲しんでいたため、それを見た八戒が珍しく義憤して一人で救出に向かった。最後に八戒から真珠のネックレスをプレゼントされるが、これがもとで八戒は破門になった。
智敬（）- 早川研吉/パート1第12話
老奇の息子、桃麗の父。紙職人。三大仙に三人（陳・徐・金）の仲間とともに反乱を起こしたが捕まって刃向かった罪で処刑されそうになっていた。悟空らに助けだされ、八戒と悟浄、三人の仲間とで絶壁から秘密蔵を襲い、破壊した。
徐 - だるま二郎/パート1第12話
車遅国の住民。実は秘密蔵の設計者で扉の開け方を知っていた。八戒と悟浄を引き上げているときに陳とともに衛兵に斬られて死亡。役名は姓のみ。
金 - 久保田鉄男/パート1第12話
車遅国の住民。自称「ヤモリの生まれ変わりのような男」で、断崖絶壁を登る役目を果たす。役名は姓のみ。桃麗の婚約者である。
海明（）  - 田坂都/パート1第13話
村長の娘で正体不明の妖怪にさらわれたと思われていた。極端なナルシストで誘拐結婚を純愛だとして帰りたがらなかった。可愛い顔立ちだが、気が強いじゃじゃ馬娘。くすぐりに弱い。捨てられた腹いせに妖怪を殺そうとする。最後は三蔵に求愛した。
善智上人（）- 多々良純/パート1第14話
三十数年前に天竺を目指す旅に挫折した唐の僧。摩風湖のなまず妖怪を鎮めるためとして瑞観寺（地蔵王廟）の和尚に居すわっていた。妖怪と結託した悪僧であったが、最後は改心したふうである。
善真（）- 天津敏/パート1第14話
善智上人の弟子。もとは盗賊の頭だったという。
春嬌（）- 松岡由利子/パート1第16話
妖怪にはこの世にできないことはないとして、何でも叶えてくれる条件で付き合っているが、難癖をつけて結婚の約束については言葉を濁している。息子にはわがまま放題を許していた。激怒した悟空に殴り殺されそうになったが、独角大王に救われ、三蔵に婚礼の儀式をとりおこなってもらった。
春嬌の子・陳 - 林泰文/パート1第16話
春嬌の連れ子で人間。あきっぽい駄々っ子で甘やかされている。323個ものあらゆる玩具を与えられたが満足しなかった。呼び名は「坊や」とのみで、陳は姓か名か不明。
老婆 - 賀原夏子/パート1第17話
李家荘出身で二十年前に家を出た息子を捜して一千里旅をして八里台村に住み着いた老母。息子を失った悲しみから、人の幸せをねたみ、嫌がらせばかりしていたので村では嫌われている。三蔵を見て、息子の子方だといいはって困らせた。
青竜将軍・子方（）- 工藤堅太郎/第17話
青龍洞を根城に盗賊団を率いる幻術師。もともと神童で、七歳で長安を目指す旅に出たが、途中で青竜鬼という妖怪に捕まった。殺されるところだったが、妖怪に見込まれて幻術を学び、後継者となる。術を使うために三年に一度は人間の生き血をすすらねばならないので、高僧である三蔵を狙った。
莫 - 富山真沙子/パート1第18話
五年前にバッタの大群に村を襲われて夫を豚に変えられた夫人。三人の娘（真真・愛愛・憐憐）を連れて逃げ、バッタの襲来を警告したが聞き入れられなかった。豚に変えられるのを酷く嫌い嘆いている。娘のうち次女・愛愛には恋人がおり、三女・憐憐は父親を豚にされたショックで言葉が話せなくなっている。
金虹（）- 永井秀和/パート1第18話
彫刻師。平和を祈願して岩山に大きな磨崖仏を掘っている。莫の話を真剣に受け取った唯一の村民で、その次女・愛愛の恋人。
欽法国国王 - 平田昭彦/パート1第19話
仏法を尊ぶ欽法国の国王。国内に道教を広めようとする一派がいて、王妃や侍従長の讒言によって、国是を改め、寺院を廃して仏僧を追放し、滅法国と国名を変えたが、瞞されたと気付いて元に戻した。
欽法国の大臣 - 森幹太/パート1第19話
欽法国で依然として仏法を尊ぶ親仏法派。吸血妖怪と疑われた三蔵を弁護した。
欽法国の香蘭 - 黒木真由美/パート1第19話
大臣の娘。美しい娘で悟空、八戒、悟浄はメロメロになる。三蔵の看病をした。
欽法国の医者 - 堺左千夫/パート1第19話
熱を出した三蔵を往診するが、ひどい藪医者で、三蔵の病の原因をつきとめられず、解熱剤だけを処方して帰った。
中国人の女 - 岡真佐子（岡雅子）/第20話
中国人の女 - 北川たか子（北河多香子）/第20話
朱紫国の王・李成周 - 富田浩太郎/パート1第21話
黒豚の妖怪に密かに殺されて王位を奪われたのみならず、異教の国とされてしまった哀れな国王。亡霊となって三蔵を訪ね、娘と国の行く末を託した。
朱紫国の王女・翠蓮（）- 岸本加世子/パート1第21話
李成周の一人娘。じゃじゃ馬娘だが、愛嬌と機知にも富む。賽太歳（）に捕らわれ、処刑の日を待っていたが、悟空に助け出されて、反乱を指揮する。
朱紫国の牢の衛兵・李ス - 奥村公延/パート1第21話
王女・翠蓮の支持者。王女のために便宜を図っており、単なる牢番ではなく「爺や」と呼ばれている。
緑麗（）- 桜むつ子 / 植木まり子/パート1第23話
50年前、秀英と恋をして女人国から駆け落ちしようとしたが、如意真仙（）につかまって、仲を引き裂かれ、老婆の姿に変えられて子母河（）の河守を命じられた。女人国では20歳になると貢ぎ物をして授水処で子を授かるが、彼女は真仙の代理人である。三蔵一行にこの水を飲ませる密命を受けていた。このドラマでは照胎泉（）に姿を写すと、妊娠具合がわかる。
秀英（）- 大泉滉 / 中村龍史/パート1第23話
女人国にきた行商人で緑麗と恋をして駆け落ちしようとして捕まり、50年間、泉守とされ、解陽山の落胎泉の周辺のバリアのなかに封じられていた。少しボケており、真仙に味方して悟空に抵抗した。得意技は噛みつき。如意鉤（）で真仙を退治する。
玉面公主 - 加山麗子/パート1第24話
積雲山摩雲洞に住む。原作では万年狐王の一人娘で資産家の狸妖怪であるが、このドラマでは普通の人間の娘であばずれの浮気女ということになっている。美男子に化けた八戒に誘惑された。金の切れ目が縁の切れ目で、金欠になった牛魔王をふった。
羅刹女の侍女 - 樋口のり子/パート1第24話
家老猿 - 永谷悟一/パート2第2話
水蓮洞の猿。悟空には爺と呼ばれている。見ざる聞かざる言わざるでは「見ザル」担当。悟空に命を差し出すほど忠義者。
隊長猿 - 穴原正義/パート2第2話
水蓮洞の猿。名前は猴三（）。悟空の部下で隊長。見ざる聞かざる言わざるでは「言ワザル」担当。胸に「健」の文字。妻帯者で小さな子供がいる。悟空に命を差し出すほど忠義者。
参謀猿/パート2第2話
水蓮洞の猿。胸に「将」の文字。見ざる聞かざる言わざるでは「聞カザル」担当。
麗々 - 岐邑美沙子/パート2第2話
村人の半分が死に、半分が逃げ出したという恐ろしい伝染病ペストが発生した村の娘。不治の熱病の病人の集められた寺で殊勝にも介護を続けている。清珍という恋人がいた。
清珍（）- 大橋一輝/パート2第2話
特効薬という猿の脳味噌を求めて悟空を襲うが撃退され、伝染病ペストが高じて倒れて、麗々の口移しを受けた直後に死亡。
賭博妖怪の妻・翠蘭 - 八木景子/パート2第3話
破産した夫の賭の担保にされ、負けて夫は自殺。小天鬼（）の妻にされた。その後は、積極的に妖怪を助けていたようである。
女ツボ振り師 -  飛鳥裕子/パート2第3話
一攫洞でサイコロ賭博のツボ振り師をしていた。丁半賭博ではなく、サイコロの目を単純に当てるゲームをしていた。
分数妖怪のでる村の村長 - 小栗一也/パート2第4話
狼藉を働いた三蔵一行を分数妖怪だと勘違いして、村人らとともに焼き殺そうとしたため、悟空は大火傷を負った。
村長の妻 - 磯村千花子/パート2第4話
分数妖怪が目の覚めるような美女であることを八戒に教えた。分数妖怪の助命を願う三蔵を厳しく批判する。
分数妖怪に子供を殺された村人達/パート2第4話
村人は特徴から四人の配役がされている。赤鼻(演：堺左千夫）には陽来という息子、髭は回春という娘、馬面は陳花という娘、禿は恩来という息子、が蘇る設定だったが、結末の変更により子供の名前は登場せず。
陳尚文 - 根上淳/パート2第6話
悪霊の棲む館の主人。もともとは僧侶だったが、二十年前に芳蘭と恋におちた。彼女の許婚の闇討ちにあって返り討ちにし、誤って殺してしまったため、仏門を離れて駆け落ちした。十三年前に妻を盗賊に殺された恐怖からか、または過去に殺人を犯していたからか、よそ者を警戒し、娘を家から出そうとしない。娘を心配する心が強いあまり、館に棲む羊頭魔王という妖怪の悪霊をのり移らせた。奴隷商人の兄弟を憎み殺したことに、罪悪感を覚えて自殺しようとした。
陳香蘭 - 鈴木美江/パート2第6話
陳尚文の娘。芳蘭は母。五歳のときに母を失い、父親に育てられた。家から出たことが無く、町すら見たことがない。家を出て見聞を広めたいと思っている。悟空が賭けた催眠術のイメージに登場した男が、小英とうり二つで運命を感じて、一目惚れする。
李呑竜/パート2第6話
奴隷商人。李咬竜の兄。もとは強盗で、陳尚文の妻を誘拐し、なぶり殺した張本人。そのときの五歳の娘がそろそろ年頃だろうと邪心を抱いて誘拐した。人でなし。縄を解いた八戒に倒されて捕縛されるが、悪霊の乗り移った陳尚文の力で首つられて死んだ。
李咬竜/パート2第6話
奴隷商人。李呑竜の弟。旅人をしびれ薬で捕らえて奴隷とする。悟浄を捕らえた。縄を解いた悟浄に倒されて捕縛されるが、悪霊の乗り移った陳尚文によって射殺される。
小英 - 石田信之/パート2第6話
旅商人。八戒、悟浄と同様に奴隷商人に捕まった。羊頭魔王に殺されそうになった陳尚文を庇って手傷を負った。
武則帝（）- 横山あきお/パート2第8話
女だらけの国である比丘国（）の国王。かつて滅ぼした泗潭国（）の女王・聖姑姑（）の亡霊に悩まされている。もともとは英君で、ほかにも近隣の玉珮国（）、宝髻国（）、雲鬟国（）、自来国（）などを攻め滅ぼしている。しかし最近は睡眠不足で、能力も気力も無くなり、腑抜けの王になっていた。
王妃・媚麗（）- 姫ゆり子/パート2第8話
比丘国の王妃。本人は気付かずに、聖姑姑が飼っていた麝香猫（）の霊に取り憑かれて夜な夜な国王を殺そうとしていた。三蔵のお経によって化け猫の霊が成仏したことで、解放された。
九天玄女娘々（）- 根岸とし江/パート2第8話
元来は仙女であるが、このドラマでは人間で、比丘国の近衛武官。聖姑姑とともに平妖伝の登場人物がモデル。ウーマン・リブのパロディで、この国では「女こそは太陽で男は惑星にすぎない」として女が優遇されており、ピンクのユニフォームの女近衛隊を率いる。普段は猛々しいが、お化けをみて八戒に抱きつくなど、乙女心もあり。
是空和尚 - 小林重四郎/パート2第9話
勅建相国寺（）の和尚。一人百文払って通らせる極楽浄土のいけるという壁の穴に、悟浄が詰まったときいて、営業妨害だと怒り、休業中の補償金として十万元の罰金を払えと迫った。仏門に仕える身で極楽浄土を金儲けの道具につかうとは何事かと三蔵に非難され、怒って平手打ちしたので、悟空に放り投げられた。
姫君・蘭々 - 嶋めぐみ/パート2第8話
さるやんごとなき姫君。不逞の輩に命を狙われていて、八戒に五万元を払って身代わりを頼んだ。
暗殺団首領 - 相原巨典/パート2第8話
国王に恨みを持つ革命戦士を名乗っているが、実は暗殺団の首領。悟空に十万元を払って暗殺を依頼した。ただし金を払う気はなく、悟空を殺そうとしたので返り討ちにあった。
青雲童子 - 真夏竜/パート2第11話
三日月王の第三王子。天下一の暴れん坊で、三年前から諸国武者修行の旅に出ているという噂だったが、すでに帰国していた。非仏教徒のようで、三蔵の首を切って長安の太宗に送り返すとうそぶいていた。特に悪事をしていたわけではないが、これらの言動により、父の三日月王と一緒に記憶を取り戻した悟空に折檻される。
三日月国の国王 - 小笠原弘/パート2第11話
邪教を流布する不届き者として三蔵に賞金をかけていた。息子の青雲童子とともに、巨大キノコに縛られて空を引き回され、反撃して悟空の尻に一刀を投じたが、火山で蒸され、放り投げられた。なお、唐突に火山が出てくるのは、仏教の教えにある仏法の教えに背く考えを流布させた者の罰である焦熱地獄を意味している。
記憶屋の主人 - 小松政夫/パート2第11話
新旧記憶の売買をする記憶屋の主人。少々インチキ臭い老人であるが、目薬を使って買い取った他人の記憶を注入する。「あんたは、エライ！」が口癖。悟浄には名前は「チンリョグウ」、住所は三日月城内流水堂で、金持ちの妻を残して蒸発した亭主の記憶、八戒には名前は「コケッコー」で同じく流水堂の裏庭のニワトリの記憶を売った。
道君皇帝 - 大久保鷹/パート2第12話
那羅国の国王。暗愚で享楽的な人物であり、蛋子和尚（）の言いなりで、座禅競べをすると聞いて喜び、三蔵が負けたら斬首、蛋子和尚が負けたら追放すると言う。しかし最後は三蔵一行に通行証を渡して見送った。
楊興長官 - 早川研吉/パート2第12話
那羅国の長官。道君皇帝に三蔵一行の接待を命じられた。実は蛋子和尚に通じており、法力競べに手を貸したので、捕縛された。
小菜（）- 工藤明子/パート2第13話
百姓・励起の妻。乳が出るので赤ん坊になった悟空・八戒・悟浄の面倒を頼まれる。しかし三蔵が生きては帰らぬだろうということになると、厄介を背負ったと夫を非難した。
励起（）- 明石勤/パート2第13話
百姓。貧乏人の子だくさんであり、すでに三人の子供がいて、赤ん坊となった三蔵の弟子を預かることを渋るが、お礼の路銀につられて引き受けた。しかし三蔵が人食い妖怪に会いに行ったと知って、赤ん坊を市場で売ることにした。
春蘭 - 早瀬久美子/パート2第13話
活英の妻。見かけは美しい若妻だが、その実は若返りの泉で呑んで生きながらえる数百歳の老婆。人食い妖怪に赤ん坊・英哲を盗まれて食べられた。夫に見つからないように、市場でその代わりとなる赤ん坊の八戒を五百元で買ってきた。活英と悟空の格闘で人食い妖怪の涙を浴びてしまい白骨と化した。
活英 - 斉藤真/パート2第13話
春蘭の夫、英哲の父。軍人である。赤ん坊の耳が豚のように腫れ上がっていると怪しむが、すり替わりは気付かなかった。悟空によって息子の英哲は生き返るが、妻を失った。
婢・白芳（）- 西川ひかる/パート2第13話
活英の家の家内奴隷。悟空が人食い妖怪の涙を空から落としたので、抱っこしていた赤ん坊が突然に八戒に変わって驚愕した。
蛇根（） - 車だん吉/パート2第13話
見せ物小屋の主人。五百元で赤ん坊の沙悟浄を買って、見せ物にした。悟空に折檻される。
玉麗 - 倉吉朝子/パート2第14話
鬼女妖怪に掠われると悲観して自殺しようとした若い娘。結婚後は親元を出ることを希望したが、自分が親を見捨てようとしていたと反省する。
コウセイ - 内田直哉/パート2第14話
玉麗の婚約者。結婚後に家に残るかどうかで玉麗と揉めているところを鬼女妖怪に石にされた。父を演じるのは増田順司。
ホウセン - 服部妙子/パート2第14話
嬪郎（）の妻で、鬼女妖怪は姑。相手が妖怪と知って結婚したが、人を瞞すことができずに、妖術使いの家に嫁いだからには妖術が使えなければならないという姑には従えなかった。
ジョウゲン - 佐藤仁哉/パート2第15話
黄金の里の村民で鉱夫。美嬌と恋仲。黄金妖怪のやり方に反発して待遇改善を求めていた。
李国方（）- 藤村有弘/パート2第16話
愛蓮の夫で、すべて自己流の妙な仏教を信心しているイカレた亭主。愛妻家で金持ちの庄屋。三蔵に正しい仏教を教わりたいと思っているが、逆に大激怒させてしまった。住所は八丁目の二番地。
愛蓮 - 江崎英子/パート2第16話
李国方の妻。異常に仲の良い夫婦で、夫とともに妙な仏教を信仰していて、妻の方がむしろ夫よりも熱心。妖怪に横恋慕される。
朱俊英 - 中尾彬/パート2第17話
もともとは猟師だが、妹の玉蓮の目を治す手術代・黄金百枚を稼ぐために、首に賞金の懸った妖怪を殺す賞金稼ぎをしている。西部劇風。道術などは使わず、毒や剣で妖怪を倒す。三蔵を殺す気だったが、八戒が妹の目を治そうとしていると聞いて、改心した。
玉蓮 - 村田みゆき/パート2第17話
目の不自由な花売り娘。朱俊英の妹。五年前に両親を亡くし、叔母と生活している。チンピラに絡まれたところを八戒に助けられて、恋心を抱いた。ただし八戒が容姿に自信が無く、変な耳をしていることは知っているが、豚の妖怪であることは本人は知らない。
村長 - 人見明/パート2第20話
美人のいない村の村長。七福神の立派な屏風を持っている。屏風は家宝だった。
春花 - 大和撫子/パート2第21話
鬼子母（）に村が襲撃された時、皆と隠れていたが、声を出して騒がないように、娘の桂栄（）の口を強く押さえすぎて誤って窒息死させた母親。罪悪感から自殺を試み、八戒に止められた。
村の長老 - 本間文子/パート2第21話
春花と同じ村に住む老婆。鬼子母の悪行の数々を三蔵一行に説明した。涸井戸を見せて、子を喰われた母親が身投げして以降、母の涙であろう塩水が溢れ続けていると言い、無念を訴えた。
母親四（狂女）- 藤江リカ/パート2第21話
鬼子母の襲撃により、息子の周英を奪われた母親。ショックのあまり発狂してしまう。
可韓司（）- 内田喜郎/パート2第22話
烏斯蔵国（）の石工。石の心を知るために石の花の咲く石儡山（）を訪れたが、花園を荒らしたとして精細鬼（）により石に変えられた。対になっている双夫剣の片方を持つ。
鴻飛愛蓮（）- 谷川みゆき/パート2第22話
烏斯蔵国（）の国守の娘。お転婆だがまだ17歳の小娘で、二年前に音信不通になった幼なじみの恋人・可韓司の安否を心配して探しに来た。しかし八戒を突然斬りつけるなどかなり無謀。対になっている双夫剣の片方を持つが、この刀は近くにいくと惹かれ合って鈴音を鳴らす。
李麗花 - 小川亜佐美/パート2第24話
李史進（満月）の妻。信心深い。
秋玉（）- 市毛良枝/パート2第25話
張羽の母。虎竜魔王に夫を殺された未亡人である。息子・張羽を連れ帰ってもらっただけでなく、水くみ、畑仕事、さらには虎竜魔王の手下からも守ってもらって、次第に悟空への愛着と恋心を芽生えさせていった。暴力を否定する。シェーンの西遊記版か。
張羽 - 川辺太一朗/パート2第25話
野兎を追っているうち迷子になって腹を空かし、草むらから八戒の弁当を盗もうとした子供。三蔵の指示で悟空が家まで送り届けることになった。

## 妖怪・魔物（登場順）

### 西遊記（パート1）
【登場回：第1話】 
混世魔王（）-  松崎真
悟空が水簾洞を留守にしている間、手下の小魔軍を連れて水簾洞を占拠しようとした。長刀で襲いかかってくるが、身外身の術に敗れた。この戦いの後、悟空は仙術道術だけでなく武芸を磨く必要を感じて、自分に相応しい武器を探す。
【登場回：第2話】  
黒風大王 - 大前均
黒風山黒風洞に棲む妖怪。黒熊の化身。原作ではもともとはお堂の火事をみて善意から消しにきたのだが、老院主と同様に袈裟を見て悪心を起こして持ち去った。真っ黒な外見で、追いすがる悟空を振り切り、洞の門を閉めて隠れるが、仙薬に化けた悟空を飲み込んでしまい、内から責められて降参する。
【登場回：第3話】  
黄風大王 - 柳谷寛
黄風嶺黄風洞の老妖で、大王を名乗る。白虎の化身。三蔵の誘拐には反対したが、三蔵の弟子達の殴り込みにあって、三昧（神）風という技をもって、悟空を失明させたが、盲目の悟空に打ち破られた。人間に狩られて数を減らした虎族のために、人間に復讐していたと知った三蔵によって情けをかけられる。
虎先兵（）- 平泉征
黄風大王の手下で親衛隊長。豪放磊落な虎の化け物で、酒の肴として三蔵を捕らえたが、大王には不評だった。分身機影の術を操る。沙悟浄に敗れた。（原作での名前は虎先鋒で、金蝉脱殻の法を使う）
【登場回：第4話】 
金角 - 内田良平
平頂山蓮華洞に棲む魔物。長寿を続けるため功徳を積んだ坊主を狙っては食べている。おかっぱ髪に髭もじゃで、頭に大きな一本角があった。悟浄にも敵わないほど弱く、妻の神通力と知恵に頼りっきりである。銀角が、金のひょうたんに悟空を吸い込んだが、金角が封を開けてしまったことで逃げられ、孫悟空の弟「ぐうごそん」を名乗る悟空の反撃をうけて、偽物と思いこんだ金ひょうたんに吸い込まれ、溶けて消滅した。
銀角 - 三条泰子/第4話
金角の妻。若い女に化けて八戒を色仕掛けで捕らえ、老女に化けて悟空を騙しておんぶさせ、山の下敷きにした。武勇、知略に優れ、悟空が投げた幌金縄（）を、鬆縄呪（）を唱えて縄をほどき、逆に緊縄呪（）の呪文で悟空を縛るのに使った。悟空と互角に戦う。縄から抜け出した悟空も、金のひょうたんで吸い込み、危機一髪だった。夫を失って魔力を失った。
精細鬼（）- 新山ひでや
伶俐虫（）- 新山えつや
二人組の妖魔。二人して金のひょうたんをもって悟空を吸い込みにいくが、逆に道士に化けた悟空に騙されて赤葫蘆と取り替えてしまって、取られてしまう。帰って袋だたきにあった。腹に「鬼」「虫」と書かれてある。
巴山虎（）- 多宮健二
倚海竜（）- 山口譲
二人組の妖魔。腹に「虎」「龍」と書いてある。巴山虎は片目。悟空に欺されて圧竜洞の場所を吐かされて簡単にのされてしまう。
老奶奶（）- 天本英世/第4話
圧竜山圧竜洞に棲む老妖怪。幌金縄（）という縄となる宝杖を持っている。悟空に叩き殺された。ドラマでは銀角の老母、金角の姑。俳優の天本英世が女役をしており、口紅をつけていることで辛うじて女性の役であることがわかる。
【登場回：第5話】
牛魔王 - 山本昌平
悟空が化けた偽者。牛角の帽子をかぶり、鷹匠のような格好をしている。聖嬰大王を騙して三蔵を解放させようとしたが、術が解けて露見した。第24話に登場する牛魔王とは配役や容姿が異なる。
【登場回：第6話】  
赤袍怪（）- 片桐竜次
若い娘になって三蔵を瞞そうとしたが、悟空に見破られ、死体を残して去る。このキャラはドラマの創作で三妖怪の一人目。二刀流で戦う。青袍怪とともに、黄袍怪の妻子を誘拐して、三蔵との交換を要求したが、悟空に打ち殺された。
青袍怪（）- 根岸一正
赤袍怪が化けた若い娘の老母になって現れるが、再び悟空に見破られ、死体を残して去る。このキャラはドラマの創作で三妖怪の二人目。青竜刀を使う。悟浄と八戒に斬り殺された。
黄袍怪（） - 高橋長英
白虎山波月洞に棲む妖怪。このドラマでは三妖怪の三人目。ドラマではもともとは人間で妖怪に師事して身をやつしたという設定。前述二人の娘と老母の連れ合いの老父に化けるが、三度悟空に見破られ、死体を残して去る。弓や青竜刀を使う。赤袍怪と青袍怪に斬られて死亡。
【登場回：第7話】  
日照り妖怪 - 桑山正一
五百五十二年前に村人に一人息子を連れ去られた復讐に、一帯に日照りを起こし、赤紙を貼って男の子を生贄に要求していた。戦うときは白い面に赤い髪、黄色い蓑、緑の手という風貌。銛を武器にする。沙悟浄を息子といい、名前をショウチンであるといった。「ペーケームコーサーサーラー…」というカッパ語の子守歌を歌う。
【登場回：第8話】  
鱗青魔王 - 中尾彬/第8話
臥龍山（）に棲む青大将の化身。人間の山賊の姿で未亡人を誘拐しようとしたが、悟空に阻止されて左目をやられる。その復讐に三蔵と悟浄を拉致した。本性をだすと緑の肌になり、テレパシーのようなもので話すらしく、口を動かさずに会話する。長刀を武器として戦うが、最後は青い壺の中で爆死する。
【登場回：第9話】  
地湧夫人（） - 堀井永子/第9話
元来は托塔李天王の血のつながらない義理の娘で、金鼻白鼠の化身だが、このドラマではそのくだりはなく、雌山犬の化身という独自の設定になっている。李天英の後妻。陥空山（）を活動場所とするが、ほかに村に宿屋も持っていた。英貞のほかに、五匹の山犬の息子達がいる。投針を武器にする。悟空に五匹の息子達を殺されて、自身も敗れるが、英貞の命乞いによって見逃された。
英貞（）- 沢井桃子/第9話
元来は托塔李天王の末娘であるが、このドラマでは、人間（李天英）と妖怪（地湧夫人）の間に生まれた娘という独自の設定。
【登場回：第10話】  
道士 - 中庸介
烏鶏国にやってきた雨乞い道士。オオトカゲの化身で肌が氷のように冷たい。王妃に色欲を抱き、国王を井戸に突き落として殺してその姿に変身して成りすました。変化（）を得意とする。戦うときは鬼面に緑の髪という風貌になる。悟空に退治された。
【登場回：第11話】  
唯晩怪（）- 町田祥子
「男と女どっちが惚れるものか？」というくだらない諍いで、夫婦別れして昼と夜の境に壁を作った。唯昼怪の妻で吸血コウモリの化身。夜を支配する。夜だけの町の人々は多くが眠り続けさせられていた。空中戦を得意とするが、悟空には敵わなかった。八戒に見込まれたので迷惑半分に利用するが、余りに役に立たないので愛想を尽かす。夫とは復縁したい様子で意地を張っていただけであった。
唯昼怪（）- 高杉玄
「男と女どっちが惚れるものか？」というくだらない諍いで、夫婦別れして昼と夜の境に壁を作った。唯晩怪の夫でハゲワシの化身。昼を支配する。昼だけの町の人々は休み無く働かされていた。夜は鳥目でよく見えないという大きな弱点がある。悟空が唯晩怪を叩き殺そうとしたときに、身を挺してかばい命乞いをしたことで、夫婦は和解した。
【登場回：第12話】  
虎力大仙（）- 曽根晴美
ドラマでは御三家大仙の一人で勇ましい虎の精。酒をゴクゴク飲んで妖力を発揮する。車遅国の住民に手枷足枷をはめて洞窟の石牢で酒造させている。三匹ともサディストで、人間の苦しみや喘ぎ声、悲鳴が何よりの酒の肴だとうそぶいていた。御三家のリーダー格。腕輪をはめており、三人の組み手で熱線を発する術を使う。退治された後、三匹とも三蔵により助命された。
鹿力大仙（）- 潮建志
ドラマでは御三家大仙の一人で水色のアイシャドーの鹿の精。宝石（主に真珠の首飾り）をバリバリ食べて妖力を発揮する。拷問した村人の悲鳴を聞いて宝石の味がよくなったといい、さらに拷問を続けさせた。
羊力大仙（）- 五木暁
ドラマでは御三家大仙の一人でオネエ言葉を話す羊の精。紙をムシャムシャ食べて妖力を発揮する。車遅国の住民に手枷足枷をはめて洞窟の石牢で紙をすくわせている。乱戦のなかで羊力大仙が悟空にすり替わられたことで組み手が使えなくなった。
【登場回：第13話】  
なめくじ妖怪 - 沼田爆
雨降山のヌルヌル妖怪。人間の娘を拐かして重婚生活を送っているが、最近は雑巾のように扱き使われ、辟易していた。退治に来た人間は目玉をくり抜いたり、首の骨を折ったりして撃退したようで、暴力的な一面もある。蚕の糸のようなものを吹きかけて雁字搦めにする術を使う。同種族の妻、三人の子がいる。塩が弱点で、なめくじに塩は「原爆以上の恐怖」とのこと。溶けかかったところを悟空に救われる。
【登場回：第14話】  
鯰震魔王（）- 天津敏
摩風湖の湖底に住む大なまずで地震妖怪。八戒、悟浄、悟空を次々と飲み込んだ。善智上人と結託して10人以上の旅の僧をすでに喰らっていた。強欲で百面怪と争うが、腕力では圧倒的だった。悟空に退治される。落ち武者のように頭頂部をそり上げて、なまずらしく髭をながく伸ばす。
百面怪 - ？
顔のない、変幻自在の妖怪。のっぺらぼう。ヒキガエルの化身。次々と変化（）して悟空たちを混乱させ、疑心の念を抱かせて仲違いさせた。ずる賢く、すばしっこいが腕力に劣る。顔のない状態では、奇声や笑い声しかだせないようである。悟空に退治された。正体がわかった後の偽八戒は帽子の飾りの色が水色と異なるシーンがあるが、他の場面では違いはない。
【登場回：第15話】  
道順 - 花沢徳衛
大秘境の岩山の洞窟でトンネルを掘っている。二十年前にここで亡くした妻と子供の菩提を弔うため、旅人を救うために掘っているのだと言って、三蔵を感動させるが、その実は強欲な鬼で、財宝を狙っていた。カラスの群れを操り、三蔵らを鳥葬にしようとしたが、破門された悟空が戻って退治された。
【登場回：第16話】
独角大王 - 長門勇
金兜山金兜洞（）の妖怪。三千年前に妻を亡くして男やもめだったが、妖怪の身で人間の春嬌に本気の恋をしてしまった。一本の大きな角を頭に生やし、尖った耳、赤鼻。金剛琢（）という白い輪を持つが、これは何でも引きつけてしまう。彼本来の真心によって救われた。
李彪 - 三角八郎
独角大王の部下。人間のような名前だが、大王と同じく一本角で、尖った耳、ちょび髭を生やしている。新しいおもちゃに困る大王に、如意棒を奪うように進言した。農民に化けたが見破られて悟空に打ち殺される。
【登場回：第18話】
バッタ女王 - 緑魔子
ロプノールという幻の湖を追いかけ続けるバッタの大群を指揮する女王。手下に七人のバッタ妖怪を従えている。他のバッタは普通のバッタだが、噛みつかれたものは豚になる呪いがかかっている。このバッタの大群をつかって幻の湖が出現した場所を占領し、邪魔な人間は豚に変え、悟浄も豚に変えた。しかし本当は安住の地を求めていて、手下に裏切られたが、三蔵の和解案を受諾した。
【登場回：第19話】
欽法国の侍従長 - 大下哲矢
道教派の親玉で吸血鬼。吸血妖怪の正体は三蔵であると讒言したが、その実は宴席で三蔵に毒を盛って吸血鬼にしたのであった。悟空に退治される。
欽法国の王妃 - 黒沢のり子
道教の信者で吸血鬼。国内に道教が広まった暁には、国王を殺して自ら女王として即位することを計画していた。悟浄と八戒に斬られ、退治される。
【登場回：第21話】
賽太歳（）- 田中浩
このドラマでは黒豚の妖怪という設定で、朱紫国の王に成り代わっただけでは飽きたらず、豚教なる新興宗教を興し、願をかけて通過した一万匹目の豚である八戒に、王女の生き血を捧げて豚教の偶像にし、絶対的な支配を確立しようとしていた。シュウキュウ竹という神器を持つが、これは高麗の比丘尼菩薩に李成周が貰ったもので、一吹きすると何でも石に変え、反対に吹くとも戻すという力がある。八戒を巨大石像とし、悟浄の右手を石としたが、悟空と戦い、如意棒に押しつぶされて退治された。
【登場回：第22話】
道士・広良 - 蟹江敬三
八百年前に天帝に滅ぼされたが成仏することもならず、僧侶の血肉を糧にこの世をさまよう魔物。盤糸洞に棲む四人兄妹で、僧侶の生き血を手に入れなければ実体を失い、幽鬼と彷徨うという宿命にある。三蔵を捕らえ、悟空を降伏させたが、美宝に刺されて滅んだ。兄妹は結局は三蔵のお経によって成仏したようである。
美麗 - 泉晶子
広良の妹。お斎をもらいにきた三蔵に、蛭や蚊の目玉、人間の脳みそ、人の爪の炒り揚げたもの、犬の血、猫のはらわたをやろうとした。戦闘では美爛と共同で戦い、口から毒針を飛ばして、神出鬼没。悟空も撃退した。
美爛（）- 日向亜希
広良の妹。笛を嗜む。自堕落な生活を推奨する快楽道（）を諭し、爬虫類の精をしぼりだした毒酒で八戒をたらし込んで堕落させ、その妻となった。戦闘では美麗と共同で戦い、口から毒針を飛ばして、神出鬼没。
美宝 - 島本須美
広良の妹。兄妹のなかで唯一、良心を残しており、毒酒を飲ませて悟浄を堕落させることに疑念を持った。悟浄の妻となり、兄たちが悟浄も食べる気であることを知って逃がそうとしたが、酒に迷った悟浄は聞かなかったので、兄を殺し、兄妹ともに滅ぶことを選んだ。
【登場回：第23話】
如意真仙（）- 北城寿太郎
このドラマでは女人国を支配する妖怪。緑のカツラで、スパンコールの入った赤と紫の胴衣という、悟空曰く「カーニバルでもやってるの？」というド派手な出で立ちをしている。子母河（）の源泉、解陽山の破児洞に棲んで、流域23地区に河守をおいて支配していた。如意鉤（）という武器を持つ。秀英に退治された。
【登場回：第24話】
牛魔王 - 小島三児
悟空とは義兄弟の契りを交わした間柄で兄貴分。ドラマでは二度目の登場だが、第5話とは配役・容姿が異なる。原作では息子の紅孩児（）の処遇に恨みを持っていたが、ドラマではそのくだりは登場せず。筋斗雲とほぼ同じサイズの黒雲で空中を移動する。玉面公主の色香に迷い、妻とは別居中だった。竜王からの誘いという悟空の偽計にひっかかって留守にした間に芭蕉扇を奪われたと知り、悟浄に化けて悟空を欺き芭蕉扇を奪い返した。後を追ってきた悟空と対決するが勝負がつかず芭蕉洞へ撤退。玉面公主の浮気に懲りて、妻の元に返った。
羅刹女（）- 児島美ゆき/第24話
翠雲山（）芭蕉洞に棲む妖怪。別名、鉄扇公主。牛魔王の妻で、ひと掃きで八万四千里を吹き飛ばす風力を持つ霊宝・芭蕉扇を持つ。芭蕉扇を借りに芭蕉洞にやってきた悟空に立ち向かうが、実力では敵わぬと悟り芭蕉扇を渡す。だがそれは偽者であり、牛魔王に化けた悟空が再び訪れて芭蕉扇を奪われると、瞞されたと気付いて三蔵を誘拐したが、牛魔王が妻の元に戻ったので芭蕉扇を快く貸すことにした。
【登場回：第25話】
妖怪大王 - 大久保鷹
赤い毛の鬣（）に、第三の目、右の鼻の穴に骨をつっこんでいるという奇相の大王。髑髏を持つ。人間の生き血をすすり、闘技用に人間の剣闘士も飼っていた。傲慢で無知。三蔵の詭弁に恐れおののいて退治された。原作のモデルは獅駝国（）の大王。
関門長官 - 市村昌治
関門を通った三蔵を、通過する4242（）人目の妖怪であると宣言して、試験を免除させ、国賓待遇で迎えた。頭に手を模した冠をかぶる。悟空の刑罰は目玉くりぬきの上で火あぶり、八戒と悟浄は耳と鼻削ぎの上で火あぶりと発表する。
将軍 - 大前均
黒い鎧に白いスカーフを身につける大男。三蔵の偽装がばれると、これを捕らえてむち打った。さらに大勢の部下を連れて悟空を捕らえに行ったが、取り逃がした。持っている杖は火を噴く。
隊長 - 沖田駿一
金の鎧を身につける。関門での警護と、悟空の逮捕に出動する。八戒を捕縛し、大木槌で悟空と戦った。悟空には一旦やられたふりをしてうつしみの術で三蔵の姿を見せて、背後からの一撃で悟空を倒した。原作のモデルは獅駝国（）の三大王。
三級妖怪相手の女 - 梅津栄
八戒も悶絶するほどのおかちめんこで、八戒を「私のトンちゃん」と呼んで熱烈に襲いかかった。梅津栄が女役で体当たり演技を敢行している。このドラマで最高の醜女。
【登場回：第26話】
鉄砂大王 - 南利明
妖怪会議によって派遣された最強の刺客。一瞬にして三蔵を砂に埋めてカチカチに固めて足止めした。それが失敗すると、鉄の輪を三蔵の首にはめて殺そうとしたが、それも失敗すると、今度は負けたふりをして偽天竺の罠を仕掛ける。妹を殺されて激怒した八戒によって退治された。
玲瓏（）/ 豚々（） - 渡辺やよい
猪八戒の妹。豚の妖怪。自分の醜さを嘆き、鉄砂大王に魂を売り、その妻となって人間の美しい姿になっているが、水に姿を写すと豚の本性が写る。悟浄を誘惑して三蔵から引き離し、瞞して滴水娘々（）から水を奪った。しかし兄八戒のために偽天竺を暴き、三蔵一行を救おうとして鉄砂大王に殺された。
滴水娘々（）- 丘ゆり子
地の底の鍾乳洞に棲む河童の娘。鉄砂大王の砂や鉄の輪を溶かす力のある仙水壺を持つ。悟浄にベタぼれの許嫁だが、醜女という設定。冷たく邪険にされ、やや可哀相。
冥府太閤 - 牧よし子
地獄を支配する老婆。三蔵一行の天竺行きを阻止するために直々に出陣し、偽天竺で瞞そうとした。

### 西遊記（パート2）
【登場回：第1話】
熱子竜（）
ネッシーと龍のあいの子のような奇妙な怪獣。島ほどの大きさがあって、熱線を吐く。足は6本あり、尾が長い。ほぼ二足歩行し、最前部の前肢は特に短い。白い髭と光る鶏冠のようなものがある。熱線以外にも、蒸気や電流を発する。三蔵をくわえて食べようとしたが、悟空に右目をやられて放し、悟空を飲み込んだが逆に内臓をやられてはき出した。最後は原油をかけられて焼死。
【登場回：第2話】
凌雲 / ネズミ妖怪 - 砂塚秀夫
丹塊山莫蓮洞に棲む妖怪達の一人で、かつて婆羅木（）山の黒竜寺で悟空に退治された大鼠の化身。孫悟空を倒すため、村中に伝染病ペストを流行らせ、その特効薬が猿の脳味噌だとする作戦を立てた。人間の医者に化けて介護するふりをするが、何をやっても悟空の頭がわれず、計略は失敗した。巨大化して戦うが、同じく巨大化した如意棒に貫かれて死亡。
片眼妖怪 - ポール牧
丹塊山莫蓮洞の妖怪の一人であるが、仙人に化けて猿の脳味噌がペストに効くと処方箋をだして悟空を瞞した。このときは四人（残りは、片腕妖怪・松葉杖妖怪・火傷妖怪）で麻雀をしている。左目に眼帯。お礼参りにきた悟空に他の妖怪と一緒にまとめて退治された。
片腕妖怪 - 関武志
丹塊山莫蓮洞の妖怪の一人。頭に一角で、左手に包帯をはめている。悟空にまとめて退治された。
【登場回：第3話】
小天鬼（）- うえだ峻
賭博妖怪。三年前に村に現れ、一攫洞（）にカジノを作って男衆をギャンブル中毒にした。イカサマ賭で家財を巻き上げ、賭に負けて自殺するものが多くて村々は荒廃。八戒に三蔵を賭けることを持ちかけて、玉竜ともども巻き上げ、黒風鬼に三蔵を献上して妖術を授かった。
黒風鬼 - 高杉玄
小天鬼を使って人心を荒廃させ、村々に不和をおこして争いを起こそうとしていた。思いがけず小天鬼から三蔵を献上され、その生き肝を喰らおうとしたが、悟浄に阻止され、悟空に退治された。賽子の化身。
【登場回：第4話】
分数妖怪 - 佐藤オリエ
教育ママ妖怪。分数のできる子供を探して誘拐し、その生き肝を息子に食べさせて分数ができるようにしようとしていた。剣、ヌンチャクを武器にする。八戒を撃退するが、悟浄に敗れて捕まった。処刑されることになったが、夜明け前に戻る約束で三蔵を身代わりにして子供に会いに行った。最後は改心して殺した子供達を生き返らせた。
興清（） - 清水康晴
分数妖怪の一人息子。妖怪学校の落第生。漢文や化け学は得意だが、分数ができない。蝙蝠谷に叔母がいる。
【登場回：第5話】
混世魔王 - 山本昌平
配役は変更したが同一人物で、二度目の登場。紅風山紅風洞に棲み着いたハゲタカの妖怪。悟空に敗れた後に大日如来に救われたが、五百年前に飼い主より太陽の鏡を盗んで逃げ、二つ目の太陽を登場させて夜のない世界を支配していた。村人は生贄の娘を出して、一年に一晩だけの夜を許されている。縛妖索（）に撃たれて太陽の鏡に激突、太陽の鏡もろとも木端微塵に砕け散った。
紅風洞の女 - 早川絵美
混世魔王が生贄になった娘達の優れたところを集めてつくった人形。陽の光をあびると水となって消えてしまう。二郎真君 が一目惚れしたので、高貴な人間の魂を入れると人間として生まれ変われると言って、混世魔王は三蔵の魂を二郎真君に奪わせるように仕向けたが、悟空が誤って彼女を打ったことで分解して滅び、生贄となった娘達は蘇った。
【登場回：第6話】
羊頭魔王
もとは天竺大雷音寺に籍を置く高僧だったが、釈迦如来に反逆して仏門を去った妖怪。悟空にやられた腹いせに陳尚文を殺そうとしたが、小英に阻まれ、悟空の身外身の術に敗れた。
【登場回：第7話】
幽鬼将軍 - 八名信夫
三蔵の夢に毎晩現れ、夢の中で三蔵を何度も責め殺して苦しめ、天竺行きを諦めさせようとした。さらに夢遊病にして崖から飛び降りさせて殺そうともする。夢の中では無敵であるため悟空も敵わなかったが、悟浄と八戒、玉竜の働きで、（偶然）夢の外に引きずり出されて滅んだ。
【登場回：第10話】
王女・楊翠玉 - 山口美也子
沙陥国（）という、河童の国の王女。三年前に水浴びにきて九霊大仙に誘拐された。隙を見て逃げ出し儸儸（） と回回（）に手紙を託した。助けに来た同族の沙悟浄の勇気に初めて恋をする。設定では十八歳である。
儸儸（） と回回（）
王女に仕える二匹の小河童。王女の手紙を沙陥国に持ち帰る途中で、三蔵一行から食べ物を盗んで捕まり、訳を話して助けてもらう。原作では、ともに河童とは関係ない、民族の名前として登場。
沙陥国の国王 - 入江正徳
沙陥国の王妃 - 小笠原まり子
翠玉の父母。人間の姿をしているが河童である。沙悟浄に翠玉の婿になって河童の国の王になるようにもとめるが、仲間とともに天竺をいくのが務めとして断られた。
九霊大仙 - 峰岸徹
水古洞に棲む魔物。崑（）という大海のひと口に飲み干す大魚の化身。もともとは西海竜王の下足番だった。翠玉に懸想し、誘拐して妻にしようとしていたが、にべもなくふられ続けていた。3年間も口説き続けるなど相当しつこい。自由自在に水を操る力をもつ。悟浄を倒して定魂椿という鎖で縛り付けたが、逆に翠玉が悟浄に恋をするなど裏目に出た。結局は諦めて、翠玉を食うことにしたが、悟空に弱点の耳の鱗を突かれて退治された。
【登場回：第12話】
蛋子和尚（）- 鈴木瑞穂
二年前に那羅国にやってきた自称・高僧。蛋子とは卵から生まれたの意味である。さまざまな妖術・幻術に通じるが、実は天上界から古術彩鸞（）を盗んだ蛇の化身であった。地上を征服するという野望を持つ。無我無心を知りたいという悟空を瞞して術をかけ、透明にしたが、これは二日経てば死ぬというものだった。三蔵一行の那羅国への到来を一年前に予告しており、三蔵を偽者と主張して座禅競べをする。座禅は雲梯顕聖（）という神通力がなければ上れないものであったが悟空の妨害で敗れ、次は隔板猜枚（）の術で法力を競ったが、これも悟空の妨害に敗れる。本性を現した後は、三蔵を掠って黒雲で逃げたが、悟空に撃墜された。
【登場回：第13話】
迅雷（）- 根岸一成
莫蓮（）- 木内みどり
寂雲洞に棲む人食い妖怪の夫婦。その涙で若返りの泉の効力を無効にできる。二人で頭を合わせると神通力を発する。大人は不味いので人間の赤ん坊を盗み食べるが、市場で赤ん坊を売っていると聞いて、喜び勇んで赤ん坊の悟空を買って帰ってきた。しかし三蔵が、自分が赤ん坊になって喰われるから悟空を助けてくれと言うと、感動した莫蓮が涙を落とし、悟空が元の姿に戻って、退治された。悟空は夫婦ともに子供にして小突き、食べた赤ん坊は生き返らせる条件で許した。
【登場回：第14話】
鬼女妖怪 - 福田公子
もとは千手観音に破門された妖術使い・訶梨帝母般闍（）が正体。自分の息子夫婦が家を出た腹いせに、二年ほど前に村に現れて、結婚式の花嫁を掠っていき、邪魔する花婿は岩に変えていた。誘拐された花嫁は干からびるまで生き血を吸われる。河童は不味いということで悟浄を出汁にして八戒を煮て喰うつもりだった。千手観音が引導を渡す寸前で、息子夫婦に助命嘆願され、救われた。
嬪郎（） - 工藤堅太郎
妖怪の息子であるが、人間の娘に惚れて結婚した。二年前、妖怪の暮らしを嫌って母と喧嘩し、妻と家を出た。三蔵が戻るように説得したが聞き入れなかった。しかし土壇場で二人して千手観音の慈悲にすがり、母を改心させるために万寿山チンゲンタイセンの人参花を取りに行くことになった。
【登場回：第15話】
黄金妖怪・大王 - 高木均
黄金の里の妖怪大王。人間に採掘させた金を喰らって生きているが、気付かぬうちに毒をもられて力を失っていた。人間だった亡き妻に似た自分の娘に人間の婿をとろうとしていたが、なかなか良い婿がいないので困っている。三蔵を婿にと見込んで執拗に頼むが、断られて監禁する。呂銀に裏切られて捕らわれるが、悟空に解放されて以後は改心。金を喰らうのを止めて、開墾して村人に罪滅ぼしをした。
美嬌（）- 竹井みどり
黄金妖怪が人間の女に恋して生まれた愛娘で、半妖怪だが妖怪術は一つも使えない。ジョウゲンと恋仲だが、家柄が悪いと父に反対されている。三蔵と結婚するように説得されるが断ったので、二人で牢屋に入れられた。
小銀妖（）・呂銀 - 平泉征
妖怪大王の部下で、銀を喰らう妖怪。妖怪の孤児で黄金妖怪に育てられた。妖怪道を守るため、大王の跡継ぎに人間がなるようなことはあってはならないと思って、大王に毒（砂と赤い薬品）を盛っている。この妖怪たちは喰らう金属で妖術が違うらしく、大王にとってかわると金を喰いだす。美嬌を無理矢理に妻にしようとしたが、悟空に阻止され、飛ばされた。
小銅妖（）- 吉原正皓
妖怪大王の部下で、銅を喰らう妖怪。小銀妖と結託して大王に逆らい、銀を喰らう妖怪に昇進。呂銀とともに悟空に飛ばされた。
【登場回：第16話】
胡黜児（）- 鈴木ヤスシ
白雲洞に棲む兄弟妖怪の兄。弟想いの兄。これまでは妖怪だが悪さ一つせずに真面目に暮らしていた。ペダル式の雲に乗る。
左黜児（）- うえずみのる
白雲洞に棲む兄弟妖怪の弟。580歳。人間の女・愛蓮に恋をしてしまうが、相手は妻帯者で、悩んで寝込んでいた。兄の計略で李国方に化けて愛蓮の臥所に潜り込むつもりが、変な仏法に一晩中付き合わされた。ペダル式の雲に乗る。
【登場回：第17話】
怒羅鬼（）- 中丸信
吸血蝙蝠の精。トランシルヴァニアの山中に住むというドラキュラ伯爵とは義兄弟という設定。吸血妖怪。三蔵の血を吸おうとしたが、玉竜が騒いだために失敗。血球攻撃で悟空を苦しめたが、ニンニクの臭いに敗れ、朱俊英に杭を打たれて倒された。字が読めない。賞金は黄金十枚。
不亂劔（）- 松本敏男
電光妖怪。墓場に棲む。怪力と電撃、サーベルが武器。頭頂部にハゲ。八戒に倒される。賞金は黄金十枚。
黄宗敬（）- 加藤和夫
妖怪の首に賞金を賭けている代官。黄金五十枚で朱俊英に三蔵の暗殺を依頼する。しかしその実はガマガエルの化身で、代官を殺してすり替わった妖怪であった。八人の妖怪組織に属し、賞金稼ぎにそれに敵対する妖怪14人を殺させた。悟空と術競べをして退治された。妖怪としての名前は不明。
【登場回：第18話】
卜吉（）- せんだみつお
昔人間に可愛がられていた優しい犬の妖怪。しかし村の人々から恐れられ、友達もなく淋しく暮していた。妖怪連盟に入らず、悪さは一切していない。普段は弱いが、巨大化すると強くなる。
【登場回：第19話】
偽三蔵 - 南利明
岩石妖怪。グループの年長で窓際族。三蔵の姿で偽悟浄と一緒に騎乗して村を荒らした。ミニ軍団全員で縄に絡め取られて大河に捨てられた。
偽悟空 - 森川正太
独角妖怪。グループのリーダー格。悟空らに負けた腹いせに、悟空の姿で村の市場で暴れた。秘伝蟻地獄という技を使う。地中ではアリクイのような動物に乗って移動する。ミニ悟空軍団によって八つ裂きにされて爆死。
偽八戒 - 三角八郎
風船ピエロ妖怪。八戒らに負けた腹いせに、八戒の姿で町の娘達を老婆に変えた。ミニ八戒軍団によって石の下敷きになって圧死。
偽悟浄 - 大友龍三郎
半漁人妖怪。悟浄らに負けた腹いせに、悟浄の姿で村の井戸を埋めた。ミニ悟浄軍団により丸太で尻を突かれ、目玉を飛び出して悶絶死。
【登場回：第21話】
鬼子母（）- 和田アキ子
数百年も生きているのに、掠ってきた人間の子供を毎日一人ずつ食べて、二十代の若さと美貌を保つ鬼女。黄餓洞に棲む。空飛ぶ馬車に乗り、鞭を武器とし、武勇にとても優れている。釈迦如来によって愛奴を殺され、娘を生き返らせるために自分の命を差し出した。釈迦に諭されて改心。今度、子供を食べたくなったらざくろの実を食べれば、その欲求を抑えられると教えられた。後には子供の守護者・鬼子母神となったとされる。
愛奴（）
鬼子母の千人いると子供のなかで一番末の子供で、特にお気に入りの娘。3〜4歳ぐらいの女の子である。鬼子母を諭すために釈迦如来によって隠され、三蔵に渡される。悟空によって殺されたが、蘇った。
【登場回：第22話】
精細鬼（）- 松崎真
石に花の咲く石儡山（）の破月洞に棲む妖怪。同名の妖怪は二度目の登場だが、金角・銀角の手下の時より遥かに強いので、別人の役か。相手を石に変える七光の陽炎という妖術を使う。ついでに三蔵を誘拐して喰らおうとした。悟浄、八戒と立て続けに石に変えたが、もともと石猿の悟空は石に変わらず、退治された。
【登場回：第23話】
妖怪の子供・小三風 - 上野郁己
落ちこぼれの少年妖怪。悟空に石に変える呪文を教わって有頂天になったが、実は悟空の手助けがあったからできたことで、妖怪の先生のまえではできずに、父には勘当された。首をつろうとするが、白馬（玉竜）に導かれて石となった悟空に巡り会えた。悟空が虫歯を退治したことで術が使えるようになる。
妖怪の父親・熊山君（）- 山田吾一
小三風の父。小三風がウソをついたと思ってその場で勘当したが、すぐに後悔して、息子を捜して行脚をしていた。
妖怪の先生・眼鏡 - 頭師孝雄
妖怪の先生・赤服 - 三夏伸
嫌みな先生達で、石像が農夫2人に盗まれてなかったので、小三風を嘘つきよばわりして落第にした。
【登場回：第24話】
青狼魔王 - 小林稔侍
青狼山に棲む妖怪の頭で、青い毛の人食い狼の化身。動物を人間に変える先祖伝来の秘薬を持つ。人間が捕まらないときには、山野で捕まえた動物をわざわざこの秘薬で人間に変えてから食べる。青狼魔王は、喜怒哀楽の変化が激しく挙動も奇抜でエキセントリック。黒雲で逃走するも、悟空に退治されて爆発した。なお、雌豚を秘薬で人間に変えたシーンは、このドラマに唯一あるヌードシーンだった。
三日月 - 野口貴史
狼の化身。満月の弟分。三蔵一行の野営を発見して報告。襲撃の指揮を命令されるが失敗。処刑されそうになったが、満月によって救われた。
新月 - 伊東平山
狼の化身。襲撃に失敗した三日月の処刑を実行しようとしたが、満月によって矢をたたき落とされて阻止された。しかし三日月の失敗で昇進したようである。
半月 - 兼松隆
狼の化身。新月とともに雌豚を捕らえてきたが、魔王の不興をかって蹴り倒された。三日月の失敗後に三蔵一行を偵察しているのもこの半月。
李史進 / 満月 - 西岡徳美
表向きは青狼山の谷間を開墾する百姓だが、実は狼の化身。剣の達人で元は青狼魔王の片腕だったが、七年前に自ら捕らえた人間の女に惚れて妻にして、妖怪の暮らしを捨てる決心をした。息子を完全な人間に変えるため秘薬が必要で、三蔵の命を狙うが悟空らに敗れた。
李小燕 - 小林憲一
李史進（満月）と麗花の息子。半妖怪で月を見ると狼の妖怪に変化（）する。
【登場回：第25話】
虎竜魔王 - 大前均
時折、嵐のように村々を襲撃する妖怪。手裏剣と鉞のそれぞれの武器を使う二人の手下がいる。魔王は額に「王」の文字。